# Giuseppe Provinzano
Giuseppe Provinzano (Palermo, 3 marzo 1982) è un attore, regista e autore italiano.

## Biografia
Attore, regista e autore principalmente di teatro, lavora anche nel cinema e televisione. Diplomatosi alla Scuola di Recitazione del Teatro Biondo di Palermo, studia inoltre all'Ecole des Maitres e all'Heiner Muller Geselshaft di Berlino. Inizia la carriera nel 2001 nel Candelaio di Luca Ronconi. Ha lavorato, tra gli altri, con Massimo Castri, Memé Perlini, Franco Scaldati, Mimmo Cuticchio, Massimo Verdastro, Matthias Langhoff. Da regista opera soprattutto nell'ambito del teatro contemporaneo.
Debutta al cinema come attore nel 2008 in Palermo Shooting di Wim Wenders e alla regia nel 2015 con Baciami Giuda.

## Filmografia

### Cinema
- Palermo Shooting, regia di Wim Wenders (2008)
- Mettersi a posto - Il pizzo a Palermo, regia di Marco Battaglia, Gianluca Donati, Laura Schimmenti, Andrea Zulini (2011)
- Un tango prima di tornare, regia di Italo Zeus (2012)
- La mafia uccide solo d'estate, regia di Pif (2013)
- Via Castellana Bandiera, regia di Emma Dante (2013)
- Orlando Ferito - Roland Blessé, regia di Vincent Dieutre (2013)
- Borobudùr, regia di Arnold Pasquier (2015)
- Baciami Giuda, regia di Giuseppe Galante e Giuseppe Provinzano (2015)
- Explosion of Memories, regia di Maya Bosch (2017)

### Televisione
- Scatti di nera, regia di Nicola Prosatore (2006) - miniserie tv
- Il capo dei capi, regia di Alexis Sweet e Enzo Monteleone (2007) - miniserie tv
- Squadra antimafia - Palermo oggi 3, regia di Beniamino Catena - episodio 3x07 (2011)
- Felicia Impastato, regia di Gianfranco Albano (2016) - film tv
- Il cacciatore, regia di Stefano Lodovichi e Davide Marengo (2018) - serie tv
- La concessione del telefono - C'era una volta Vigata, regia di Roan Johnson (2020) - film tv
- Màkari, regia di Michele Soavi – miniserie TV, episodio 1x01 (2021)
- Maria Corleone, regia di Mauro Mancini - serie TV, episodio 1x03 (2023)

### Cortometraggi
- Coma, di Giuseppe Galante, Bram Van Cauwenberghe, Julien Malassignè (2011)
- Quarume - never go back, di Arturo M. Merelo (2018)

### Videoclip
- Le Bombe, videoclip per "Le Formiche", regia di Igor Scalisi Palminteri (2012)
- Fortuna, videoclip per "Le Formiche" , regia di Luca Aniello (2015)

### Teatro
- Candelaio di Giordano Bruno , regia di Luca Ronconi (2001-2002)
- Laudes Evangelorium di Anonimo Perugino, regia di Virgilio Zernitz (2001)
- Così fan tutte di Wolfgang Amadeus Mozart - Lorenzo Daponte, regia di Mauro Avogadro (2001)
- I due gemelli veneziani di Carlo Goldoni, regia di Luca Ronconi (2002-2003)
- Delirio a due di Eugène Ionesco, regia di Pietro Carriglio (2003)
- Iseneg, scritto e diretto da Michel Ferraro (2003)
- Il fiore del dolore di Mario Luzi, regia di Pietro Carriglio (2003)
- Pasqua di August Strindberg, regia di Memè Perlini (2003/2004)
- Questa sera si recita a soggetto di Luigi Pirandello, regia di Massimo Castri (2004-2005)
- Don Giovanni Tenorio di José Zorrilla, regia di Umberto Cantone (2004)
- Matrimoni e timpulati scritto e diretto da Francesco Romengo (2004)
- Romeo e Giulietta di William Shakespeare, regia di Giuditta Lelio (2005)
- Krisis Theou, scritto e diretto da Francesco Romengo (2005)
- Antigone di Sofocle, regia di Irene Papas (2005)
- Pasifae di Henry de Montherlant, regia di Antonio Raffaele Addamo (2005) - (da aiuto regia)
- Un paese di nuvole e fiori da Gesualdo Bufalino, scritto e diretto da Marco Baliani (2005)
- Allamica Cori scritto e diretto da Francesco Romengo (2006)
- Suttascupa Archiviato l'8 novembre 2019 in Internet Archive. scritto e diretto da Fabrizio Ferracane, Giuseppe Massa, Giuseppe Provinzano (2006 al 2010)
- Casa da Elias Canetti, regia e coreografie di Michele Abbondanza e Antonella Bertoni (2006)
- Enrico V di William Shakespeare, regia di Pippo Delbono (2007)
- GiOtto-studio per una tragedia scritto e diretto da Giuseppe Provinzano (2008 - in tour)
- The freedom last scream scritto e diretto da Giuseppe Massa (2008)
- Occhi scritto e diretto da Franco Scaldati (2008 al 2009)
- Paradise of working da Heiner Muller, regia di Matthias Langhoff (2009)
- Nudo Ultras scritto e diretto da Giuseppe Massa (2009)
- Abitare Palermo scritto e diretto da Enrique Vargas (2010-2011)
- Radio Hamlet scritto e diretto da Giuseppe Provinzano (2011)
- 'U consolu - o della morte scritto e diretto da Giuseppe Provinzano (2011-2017)
- Accamòra  di Paolo Mannina, regia di Antonia Truppo (2012/2013)
- Buon vino non mente scritto e diretto da Giuseppe Provinzano (2012)
- To play or to die  da William Shakespeare scritto e diretto da Giuseppe Provinzano (2013 - in tour)
- Un'ora tutta per me scritto e diretto da Giuseppe Provinzano (2014 - in tour) - (solo da regista)
- Tra i sentieri, sotto la luna scritto e diretto da Mimmo Cuticchio (2014)
- Le Baccanti, le altre di Lina Prosa, regia di Massimo Verdastro (2014/2015)
- Il muro di silenzio di Paolo Messina , regia di Paolo Mannina (2015/2016)
- Una corona sporca di sangue, dal Macbeth di William Shakespeare, regia di Mimmo Cuticchio (2015)
- Volver scritto e diretto da Giuseppe Provinzano (2016 - in tour)
- L'età definitiva di Giuseppe Schillaci, regia di Giuseppe Provinzano (2016/2017)
- 1,2,3 .. crisi scritto e diretto da Giuseppe Provinzano (2017 / in tour)
- Urban Stories - Palermo di e con Giuseppe Provinzano (2017/2018)
- Il rispetto di una puttana da Jean Paul Sartre, regia di Giuseppe Provinzano (2017/2018) - (solo da regista)
- 'U pappaiaddu ca cunta tri cunti da Giuseppe Pitré, regia di Giuseppe Provinzano (2018 / in tour)
- Comu veni Ferrazzano da Giuseppe Pitré, regia di Giuseppe Provinzano (2018/ in tour)
- Un mondo raro di Antonio Di Martino e Fabrizio Cammarata, regia di Giuseppe Provinzano (2018/ in tour) (solo da regista)
- Urban Stories - Milano regia di Giuseppe Provinzano (2018)
- Storie di Noi - prime frattaglie  di Beatrice Monroy, regia di Giuseppe Provinzano (2019)

### Progetto Amunì
Il Progetto Amunì vincitore del bando MigrArti nel '17 e MigrArti '18 (come miglior spettacolo), composto da 15 ragazz* dai 16 ai 26 anni, nasce come laboratorio permanente per la formazione alle arti sceniche e i mestieri dello spettacolo dal vivo rivolto a chiunque abbia vissuto la condizione di migrante, con l'obiettivo di creare una compagnia multietnica. (Richiedenti asilo, rifugiati, italiani di seconda generazione, migranti economici, italiani con esperienza di migrazione.) 
- https://youtube/Z2wT90UVD1c[collegamento interrotto] da Jean Paul Sartre, regia di Giuseppe Provinzano (2017/2018)
- https://youtube/MCoUmR4gx0U[collegamento interrotto] scritto e diretto da Giuseppe Provinzano (2018/2019)
- Element-Z scritto e diretto da Giuseppe Provinzano (2019/2021)
- OIDA scritto da Sergio Beercock, regia di Giuseppe Provinzano (2022/in tour)